# Gustaf Johan Billberg
Gustaf Johan Billberg (14. června 1772, Karlskrona – 26. listopadu 1844, Stockholm) byl švédský botanik, zoolog a anatom.
Billberg byl autorem knih Ekonomisk botanik (1815–16), Enumeratio insectorum in museo (1820) a Synopsis Faunae Scandinaviae (1827).
Rod rostlin Billbergia byl pojmenován podle něj.